# Luge nos Jogos Olímpicos de Inverno de 1992
O luge nos Jogos Olímpicos de Inverno de 1992 consistiu de três eventos: dois individuais (masculino e feminino) e um em duplas mistas. Foram realizados na pista de bobsleigh e luge de La Plagne, localizada a 70 quilômetros da cidade-sede Albertville, entre 10 e 14 de fevereiro.

## Medalhistas
| Evento                        | Ouro                                     | Prata                                   | Bronze                                  |
| ----------------------------- | ---------------------------------------- | --------------------------------------- | --------------------------------------- |
| Individual masculino detalhes | Georg Hackl GER Alemanha                 | Markus Prock AUT Áustria                | Markus Schmidt AUT Áustria              |
| Individual feminino detalhes  | Doris Neuner AUT Áustria                 | Angelika Neuner AUT Áustria             | Susi Erdmann GER Alemanha               |
| Duplas detalhes               | Stefan Krausse Jan Behrendt GER Alemanha | Yves Mankel Thomas Rudolph GER Alemanha | Hansjörg Raffl Norbert Huber ITA Itália |

## Quadro de medalhas
| Ordem | País         | Medalha de ouro | Medalha de prata | Medalha de bronze |   |
| ----- | ------------ | --------------- | ---------------- | ----------------- | - |
| 1     | GER Alemanha | 2               | 1                | 1                 | 4 |
| 2     | AUT Áustria  | 1               | 2                | 1                 | 4 |
| 3     | ITA Itália   |                 |                  | 1                 | 1 |
| TOTAL | TOTAL        | 3               | 3                | 3                 | 9 |